# Anguli Nur
Anguli Nur eller Angulinao (kinesiska: 安股里淖) är en sjö i Kina. Den ligger i provinsen Hebei 30 km nordväst om Zhangbei 230 km nordväst om huvudstaden Peking. Anguli Nur ligger 1 311 meter över havet. Arean är 48 kvadratkilometer. Trakten runt Anguli Nur består i huvudsak av gräsmarker. Den sträcker sig 8,6 kilometer i nord-sydlig riktning, och 8,7 kilometer i öst-västlig riktning.